# Makossa
Makossa er en musikgenre, som er populær i byområder i Cameroun. Musikken minder om soukous, men har en mere markeret rytme og en fremtrædende blæserrække. Musikken har traditionelle elementer, men har stærk indflydelse fra jazz, ambasse bey, latinsk musik, highlife og soukous. Stilarten opstod sandsynligvis i 1950'erne, men musikken optaget før et årti senere. Artister som Manu Dibango og Eboa Lotin har, siden 1970'erne, bidraget til, at makossa også er blevet populær uden for Camerouns grænser.

## Ekstern henvisning
- Makossa-musikvideoer Arkiveret 8. februar 2008 hos  Wayback Machine

| Musik | Spire Denne musikartikel er en spire som bør udbygges. Du er velkommen til at hjælpe Wikipedia ved at udvide den. |